# Pardopsis
Pardopsis is een monotypisch geslacht van vlinders uit de onderfamilie Heliconiinae. De wetenschappelijke naam van het geslacht is voor het eerst gepubliceerd in 1887 door Roland Trimen.
De enige soort van het geslacht is Pardopsis punctatissima (Boisduval, 1833).